# Potok Ściborów
Potok Ściborów – potok, prawy dopływ Mszanki. Wypływa na wysokości około 560 m w mieście Mszana Dolna, w dolinie wcinającej się w zachodni grzbiet Czarnego Działu. Spływa w kierunku południowo-zachodnim i na wysokości 398 m uchodzi do Mszanki
Wcinająca się w grzbiet Czarnego Działu dolina potoku Ściborów dzieli go na dwie części; północną ze wzniesieniem Grunwald (513 m) i południową z wzniesieniem Wsołowa 624 m). Bardziej strome lewe zbocza potoku porasta las, lewe, łagodniejsze zajmują pola uprawne.
Doliną potoku Ściborów prowadzi szlak turystyczny.

## Szlaki turystyki pieszej
Mszana Dolna – dolina potoku Ściborów – Czarny Dział – Ćwilin. 3:20 h (↓ 2:30 h)